# إجتماع

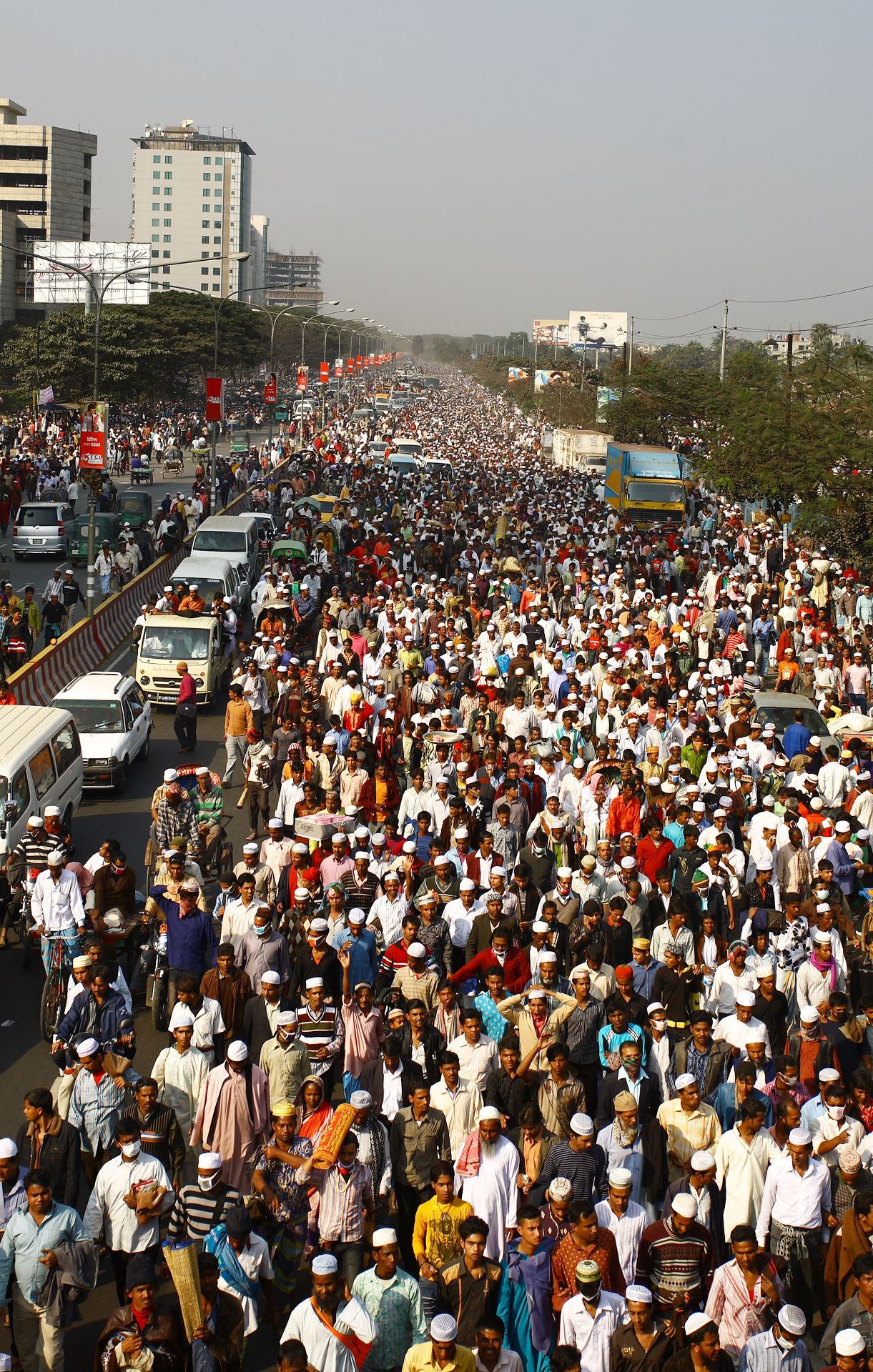
حشود من المسلمين خلال أحد التجمعات الإسلامية الكبرى في دكا، بنغلاديش

اجتماع هو تجمع إسلامي تنظّمه العديد المنظمات الإسلامية بالاشتراك مع ملايين المسلمين إنها جزء أساسي من جماعة التبليغ في جميع أنحاء العالم لأنها تلعب دورًا مهمًا في حياة المسلمين، ويشترك عدد كبير من الناس في الاجتهاد. تحتفل العديد من الدول بهذا الحدث بطريقة مماثلة. وبحسب (بلبل صديقي)، فإن المشاركة في «اجتماع» تزيد السلطة الدينية والمكانة والتمكين، وتساهم في الهوية الإسلامية من خلال فكرة الأخوة والأمة.

## المقدمة
الإجتماع هي الإجتماع السنوي لجماعة التبليغ لمدة ثلاثة أيام لها جاذبية قوية لمسلمي جنوب آسيا وشتاتها. الشاغل المباشر لـ TJ هو الإصلاح الأخلاقي للأفراد وتنقية الذات، وغالباً ما يوصف بأنه «جعل المسلمين» مسلمين«حقيقيين»؛ يجب على المسلمين العودة إلى المبادئ الأساسية لعقيدتهم ليتبعوا بدقة وصايا الإسلام في حياتهم الشخصية وفي تعاملاتهم مع الآخرين. على الجانب الآخر، هذه حركة تجديد إيماني. تستحوذ TJ على انتباه العالم الأوسع من خلال تجمعها السنوي الذي يستمر ثلاثة أيام وهو (إجتماع) مع ملايين الأشخاص، أصبحت اجتماع رمزا لحركة TJ.
تحظى (الإجتماع) بشعبية بين نشطاء TJ ولأعداد أكبر من الناس الذين لا يشاركون بنشاط معها. ومع ذلك، فإن الحج هو فارز إلزامي للمسلم الموسر مالياً. نظراً لوجود عدد كبير من المشاركين، أصبحت «إجتماع» في دول مثل الهند وبنغلاديش وباكستان مناسبة مرغوبة لنشطاء جماعة التبليغ العالمية ومع ذلك، لا يمكن العثور على أي دليل على البحوث الأنثروبولوجية على «الإجتماع» في بنغلاديش. هذا هو أحد الأسباب الرئيسية لاختيار بنغلاديش كحالة للدراسة. تظهر المجلة الأوروبية للدراسات الاقتصادية والسياسية أن المشاركة في «الاجتماع» تزيد من السلطة والمكانة الدينية، والتي تعمل كوسيلة للتمكين الديني في المجتمع.

## التاريخ
بدأ تقليد «الإجتماع» (محمد الياس الكندلاوي) وهو عالم هندي، وبدأ كمجموعة صغيرة من الأفراد ذوي العقلية الدينية يتجمعون في مسجد محلي
لمدة 41 عاماً، كانت تونجي هي الموقع المختار، على الرغم من أن برامج مماثلة تُقام على نطاق أقل في بلدان أخرى. في هذه الأيام، اعتُبرت الهند أيضاً مكاناً شهيراً جداً لتنظيم مثل هذه التجمعات. الاجتهاد غير سياسي وبالتالي فهو يجتذب الناس من جميع المذاهب. تقام الصلاة من أجل التملق الروحي وتمجيد ورفاهية المجتمع المسلم. يمنح هذا البرنامج الناس في مختلف البلدان فرصة للتفاعل مع مسلمين من دول أخرى ويشارك فيه عادة شخصيات سياسية بارزة.
في حوالي عام 1927، دخل تي جيه في منطقة البنغال تشكلت أول لجنة تابعة لمقاطعة البنغال للتبليغي تحت إمرة (مولفي أبو الحياة) مع (مولفي أفتاب الدين)، ومع ذلك، وجدت هذه الحركة طريقها إلى شرق باكستان (الآن بنغلاديش) بعد تقسيم شبه القارة الهندية في عام 1947 (سيكاند، 2002). خلال هذه الفترة، تم تطوير ثلاثة مراكز «إجتماع» في ثلاثة أجزاء من المناطق المشاركة؛ هم بوبال في الهند، راويند في باكستان ودكا في شرق باكستان (الآن بنغلاديش). بعد فترة وجيزة من التقسيم، أصبحت ولاية البنغال الشرقية جزءاً من باكستان وتم تحديدها باسم جديد باسم شرق باكستان. كانت هذه الفترة التكوينية لـ TJ في شرق باكستان. كان TJ قادراً على تجنيد أشخاص من خلفيات مختلفة خلال هذا الوقت. في هذه المرحلة المبكرة من TJ في شرق باكستان، شارك العديد من الأشخاص من الفصل المهني والطلاب في TJ
ذكر «أبو الحسن علي نادفي» في سيرة ذاتية «إلياس» أنه في الثلاثينيات من القرن الماضي، كان لديهم إجازة سنوية في موات وكان لديهم مكان ثابت «للإجتماع» اعتاد «إلياس» على المشاركة في هذه «الاجتماع» بشكل منتظم. أقيم أكبر «إجتماع» في (نوح) من مقاطعة غورغانو من 28 إلى 30 نوفمبر 1941. كانت تلك هي الإجازة البارزة من حيث مشاركة المصلين. وبحسب (Nadvi2006)، كان هناك حوالي 20-25 ألف شخص في ذلك «الإجتماع». كان هذا الإجتهاد ناجحاً من نواحٍ عديدة؛ سيتمكن أحدهم من إرسال العديد من الجماعات إلى أماكن مختلفة في الهند مثل خورزا، وأليجاره، وأغرا، ومدينة بولاند، وميراث، وبانيباث، وسونيباث، إلخ. في أبريل 1943، أرسلوا جماعة في كراتشي (مدينة رئيسية باكستان). تم عقد أول اجتماع في شرق باكستان في عام 1954 في دكا عاصمة بنغلاديش. في وقت لاحق من ذلك العام، قاموا بتنظيم «إجتماع» جماعي آخر في خولنا، وهي منطقة جنوب غرب بنغلاديش. منذ ذلك الحين وهم ينظمون «إجتماع» كل عام بشكل منتظم. خلال هذا الوقت، كان مركز TJ في بنغلاديش قائماً على مسجد لالباج شاهي. بسبب محدودية المساحة، كان عليهم الانتقال إلى الموقع الحالي في Kakrail. خلفية عن TJ في بنغلاديش، في عام 1954 كان هناك حوالي 15-20 ألف مشارك شاركوا في «إجتماع» الأول. ومع ذلك، بحلول عام 1965، أصبح حتى Kakrail صغيراً جداً بالنسبة للإجتماع. لذلك، كان عليهم التفكير في مكان جديد للإجتماع. في نفس العام، اضطروا إلى تغيير المكان في تونجي بالقرب من دكا. منذ ذلك الحين، كان TJ ينظم بانتظام «إجتماع» في Tongi

## بنغلاديش
تم استخدام الطريقة الإثنوغرافية في هذا البحث لتوفير فهم متعمق للمفهوم الحالي «للإجماع» في بنغلاديش. قدمت ملاحظات المشاركين، وهي الأداة الرئيسية للنهج الإثنوغرافي، نظرة عميقة للحركة وتحدى بعض الروايات الأكثر تجانساً عن الأسلمة التي تم تصويرها في بنغلاديش. إعتمدت هذه الدراسة طريقة إثنوغرافية متعددة المواقع لاستكشاف حركة TJ وهنا، لن يكون من الممكن فهم هذه الحركة التي تجري عملاً ميدانياً تقليدياً في موقع واحد، لأن المبدأ الأساسي لجماعة التبليغ هو التنقل في أماكن مختلفة، لذلك كان يجب ؟ التنقل معهم في مواقع وأماكن مختلفة للحصول على منظورات شمولية للحركة. كان إجمالي طول العمل الميداني عشرة أشهر في بنغلاديش بفاصل خمسة أشهر. بصرف النظر عن ملاحظة المشاركين اليومية هذه، استخدم ؟ دراسات الحالة، والمقابلات المتعمقة، ومناقشات مجموعات التركيز (FGDs)، والمناقشة غير الرسمية للحصول على منظور شامل للحركة. تم إجراء مقابلات متعمقة بين أتباع TJ المختارين من الذكور والإناث على حد سواء، والقادة الدينيين، وقادة الحركات الإسلامية، وأشخاص من مختلف الطبقات الاجتماعية ومنظمي TJ على المستوى المحلي والوطني وعبر الوطني